# Święty Jerzy i smok (obraz Gustave’a Moreau)

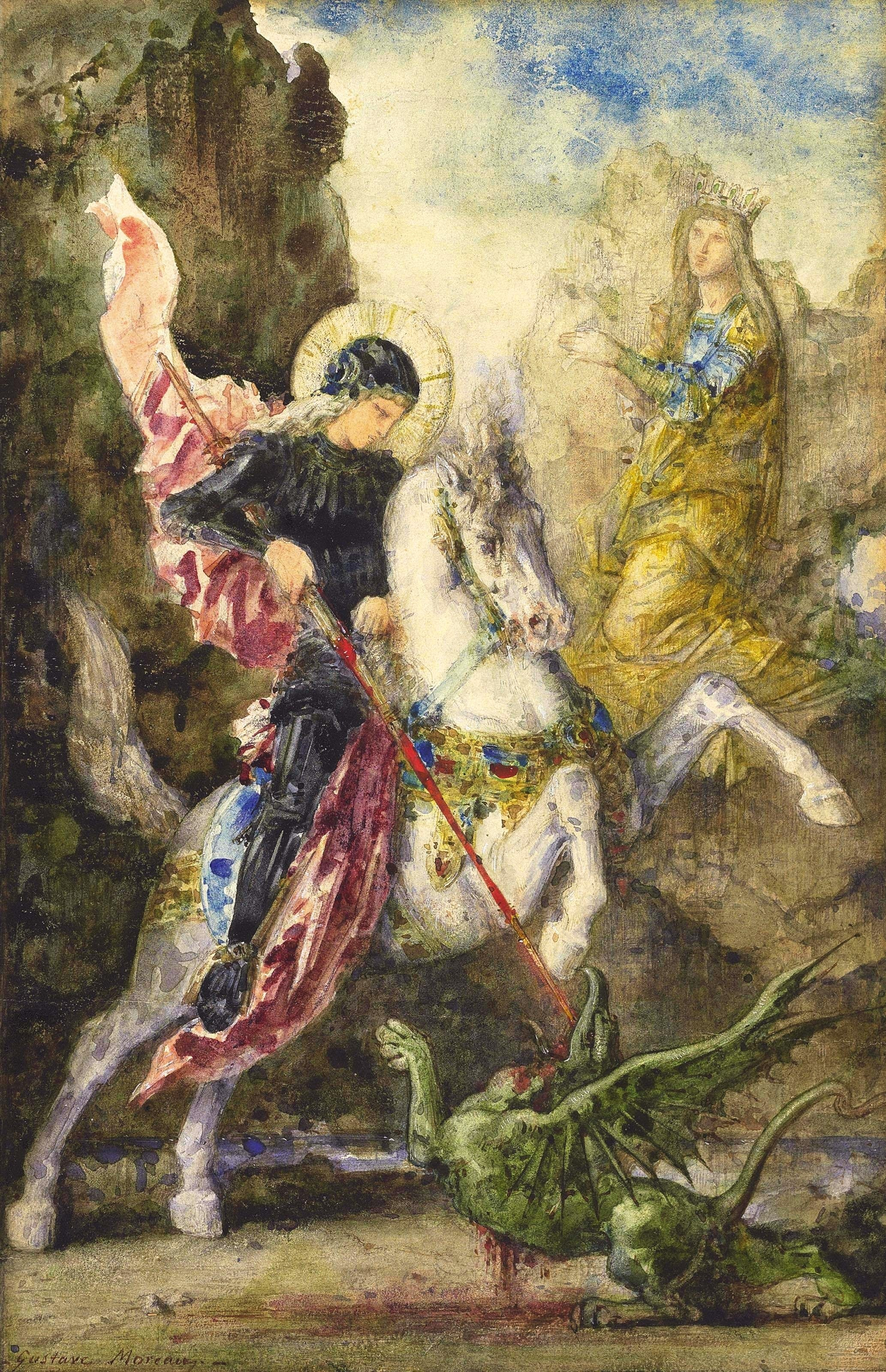
Akwarela Gustave’a Moreau z 1869 roku, do której nawiązuje obraz

Święty Jerzy i smok (fr. Saint Georges et le Dragon) – obraz olejny namalowany przez francuskiego malarza i grafika Gustave’a Moreau w 1889–1890 roku, znajdujący się w zbiorach National Gallery w Londynie.

## Opis
Gustave Moreau był czołową postacią francuskiego ruchu symbolistycznego. Ponieważ zajmował się głównie akwarelami, obrazy olejne jego autorstwa, takie jak ten, należą do rzadkości.
Historia świętego Jerzego i smoka od dawna jest popularna wśród artystów, a obraz Moreau pokazuje jego świadomość wcześniejszych dzieł na ten temat i eklektyczną gamę źródeł. Kompozycja płótna nawiązuje do niewielkiego obrazu o tej samej tematyce autorstwa włoskiego artysty renesansowego Rafaela Santiego, który znajduje się w zbiorach Luwru w Paryżu. Święty Jerzy Rafaela był źródłem białego konia i postaci świętego Jerzego w hełmie i zbroi, z powiewającą za nim peleryną.
Moreau odwoływał się także do wcześniejszych przykładów sztuki włoskiej. W latach 1857–1859 przebywał we Włoszech, gdzie kopiował sztukę bizantyjską, przedrenesansową i renesansową. Ozdobne atrybuty konia, aureola świętego Jerzego i wysadzana klejnotami korona księżniczki, która siedzi modląc się wysoko na skale, przypominają bardzo szczegółowy późnogotycki styl malarza Carla Crivellego. Moreau studiował również i kopiował serię malowideł ściennych Vittore Carpaccia z lat 1502–1507 w Scuola di San Giorgio degli Schiavoni w Wenecji, które ilustrują historie świętych, w tym legendę o świętym Jerzym. Księżniczka, ubrana we wzorzysty płaszcz przypominający bliskowschodni dywan, wprowadza do obrazu element egzotyki, a także pokazuje wiedzę Moreau o indyjskich i perskich miniaturach. Za nią wydaje się, że ze szczytu góry wyłania się „mauretański” zamek z wieżą w kształcie kopuły. Wysokie skaliste wychodnie, które wypełniają tło, przypominają wyimaginowane krajobrazy namalowane przez Leonarda da Vinci, takie jak jego Madonna w grocie.
Odniesienia Moreau do malarstwa wczesnego renesansu nadają heraldyczne cechy jego własnemu przedstawieniu świętego Jerzego. Wyrazisty projekt obrazu, nacisk na kontury, a nie na głębię perspektywy, oraz złota aureola świętego Jerzego to także cechy charakterystyczne ikon, które często przedstawiają go walczącego ze smokiem. To skojarzenie z ikoną wzmacnia świętość Jerzego, przedstawionego na obrazie jako szczupłego młodzieńca a nie dojrzałego mężczyznę. Długie, powiewające włosy Jerzego jeszcze bardziej podkreślają już i tak jego androgyniczny wygląd. W legendzie o świętym Jerzym święty zabija smoka, który żąda ofiar z ludzi, aby ocalić księżniczkę, jego kolejną ofiarę. Święty Jerzy, siedzący na swoim białym rumaku z czerwoną kopią w prawej dłoni, jest również postacią duchowej czystości, która zabijając potwora, być może pokonuje również prymitywne zwierzęce apetyty.
Do obrazu zakupionego za dziewięć tysięcy franków przez Louisa Mante, armatora i kolekcjonera sztuki z Marsylii, nawiązuje w początkowej fazie (jak wykazały zdjęcia rentgenowskie), wcześniejsza akwarela autorstwa Moreau (obecnie w prywatnej kolekcji w Stuttgarcie) pochodząca z około 1869 roku. Ponadto w muzeum artysty w Paryżu znajduje się pięć rysunków przygotowawczych do kompozycji.